# Jules Joseph Boulanger

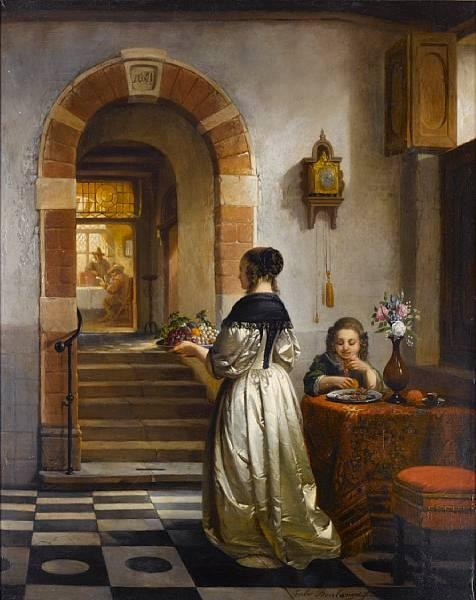
Mit dem Obst zur Tafel

Jules Joseph Boulanger (* 17. Juni 1822 in Gent; † 1868) war ein belgischer Porträt- und Genremaler.
Er war als Sohn französischer Einwanderer, François-Joseph Boulanger und Marie-Catherine de Puysseleir, geboren.
Er ließ sich 1855 in Brüssel als freischaffender Künstler nieder.
Sein älterer Bruder François Jean Louis Boulanger (auch François-Joseph Boulanger, * 9. August 1819; † 1. November 1873) war ebenfalls Maler.